# Pengornis
Pengornis is een geslacht van uitgestorven vogels uit het Vroeg-Krijt van het huidige China, behorend tot de Enantiornithes. De enige benoemde soort is Pengornis houi.

## Vondst en naamgeving
In 2008 werd de typesoort Pengornis houi benoemd en beschreven door Zhou Zhanghe, Julia Clarke en Zhang Fucheng. De geslachtsnaam combineert Peng, een reuzenvogel uit Chinese legenden, met het Oudgriekse ὄρνις, ornis, 'vogel'. De naam is een verwijzing naar de afwijkende grootte van Pengornis. De soortaanduiding eert de paleontoloog Hou Lianhai.
Het holotype IVPP V15336 is bij Dapinfang in Liaoning gevonden in een laag van de Jiufotangformatie die dateert uit een vroege Albien. Het bestaat uit een skelet met schedel op een enkele plaat. Het skelet ligt gedeeltelijk in verband. Het mist het borstbeen, het bekken en de linkeronderarm. Het omvat geen veerresten. Het betreft een volwassen individu.
In 2014 werd een specimen van een jongvolwassen dier, IVPP V18632, aan een Pengornis sp. toegewezen. Volgens Michael Mortimer is dit ook een exemplaar van Pengornis houi, net als de oorspronkelijke identificatie luidde. Daarnaast zijn volgens hem Parapengornis, Yuanchuavis en Chiappeavis jongere synoniemen van Pengornis. IVPP V18632 is in 2015 aan Parapengornis toegewezen.

## Beschrijving
Pengornis is een forse vogel met een lengte van ruim dertig centimeter. Het was in 2008 het grootste lid van de Enantiornithes dat uit het Onder-Krijt bekend was. Het gewicht van het holotype is eerst geschat op 440 gram maar later op 235,1 gram.
In 2008 en 2014 zijn enkele onderscheidende kenmerken van Pengornis vastgesteld. De voorste snuitbeenderen, de praemaxillae, zijn niet met elkaar vergroeid. Op de onderste voorrand van het schouderblad is het uitsteeksel van de processus acromialis haakvormig. De kop van het opperarmbeen is gezwollen en steekt verder naar boven uit, richting lichaam, dan de deltopectorale kam. In de onderkaak staan negen tot dertien kleine, korte en rechte tanden.
De kop loopt naar voren matig spits toe. De schedel is 54,7 millimeter lang. Het heiligbeen omvat minstens zeven sacrale wervels.

## Fylogenie
Pengornis werd in 2008 vrij basaal in de Enantiornithes geplaatst. De kop van het opperarmbeen en het schouderblad leken op die van Ornithuromorpha, de andere grote vogeltak. In 2014 kreeg het een eigen Pengornithidae.